# Derek Cornelius
Derek Cornelius (Ajax, 1997. november 25. –) kanadai válogatott labdarúgó, a francia Marseille hátvéde.

## Pályafutása

### Klubcsapatokban
Cornelius a kanadai Ajax városában született. Az ifjúsági pályafutását az Ajax, a Spartacus és az Unionville Milliken csapatában kezdte, majd a német VfB Lübeck akadémiájánál folytatta.
2014-ben mutatkozott be a VfB Lübeck felnőtt keretében. 2016-ban a VfR Neumünster, majd 2017-ben a Javor Ivanjica szerződtette. 2019-ben az észak-amerikai első osztályban szereplő Vancouver Whitecaps-hez igazolt. 2021 és 2022 között a görög Panaitolikósz csapatát erősítette kölcsönben. 2023. február 1-jén négyéves szerződést kötött a svéd első osztályban érdekelt Malmö együttesével. Először a 2023. április 1-jei, Kalmar ellen 1–0-ra megnyert mérkőzésen lépett pályára.
2024. augusztus 4-én a francia Marseille négy évre szerződtette.

### A válogatottban
Cornelius az U23-as korosztályú válogatottban is képviselte Kanadát.
2018-ban debütált a felnőtt válogatottban. Először a 2018. szeptember 9-ei, Amerikai Virgin-szigetek ellen 8–0-ra megnyert mérkőzésen lépett pályára.

## Statisztikák
2024. augusztus 17. szerint
| Klub                       | Szezon   | Osztály             | Bajnokság | Bajnokság | Kupa  | Kupa | Nemzetközi | Nemzetközi | Összesen | Összesen |
| Klub                       | Szezon   | Osztály             | Meccs     | Gól       | Meccs | Gól  | Meccs      | Gól        | Meccs    | Gól      |
| -------------------------- | -------- | ------------------- | --------- | --------- | ----- | ---- | ---------- | ---------- | -------- | -------- |
| Vancouver Whitecaps        | 2019     | MLS                 | 17        | 1         | 1     | 0    | —          | —          | 18       | 1        |
| Vancouver Whitecaps        | 2020     | MLS                 | 14        | 0         | 0     | 0    | —          | —          | 14       | 0        |
| Vancouver Whitecaps        | 2021     | MLS                 | 5         | 0         | 0     | 0    | —          | —          | 5        | 0        |
| Panaitolikósz (kölcsönben) | 2021–22  | Super League Greece | 29        | 2         | 3     | 0    | —          | —          | 32       | 2        |
| Panaitolikósz (kölcsönben) | 2022–23  | Super League Greece | 13        | 0         | 0     | 0    | —          | —          | 13       | 0        |
| Malmö                      | 2023     | Allsvenskan         | 25        | 3         | 4     | 1    | —          | —          | 29       | 4        |
| Malmö                      | 2024     | Allsvenskan         | 12        | 2         | 6     | 0    | —          | —          | 18       | 2        |
| Marseille                  | 2024–25  | Ligue 1             | 1         | 0         | 0     | 0    | —          | —          | 1        | 0        |
| Összesen                   | Összesen | Összesen            | 116       | 8         | 14    | 1    | 0          | 0          | 130      | 9        |

### A válogatottban
| Válogatott | Év       | Pályára lépés | Gól |
| ---------- | -------- | ------------- | --- |
| Kanada     | 2018     | 3             | 0   |
| Kanada     | 2019     | 9             | 0   |
| Kanada     | 2020     | 1             | 0   |
| Kanada     | 2021     | 1             | 0   |
| Kanada     | 2023     | 4             | 0   |
| Kanada     | 2024     | 8             | 0   |
| Összesen   | Összesen | 26            | 0   |

## Sikerei, díjai
Malmö
- Allsvenskan
  - Bajnok (1): 2023

- Svéd Kupa
  - Győztes (1): 2023–24